# Anton Frind

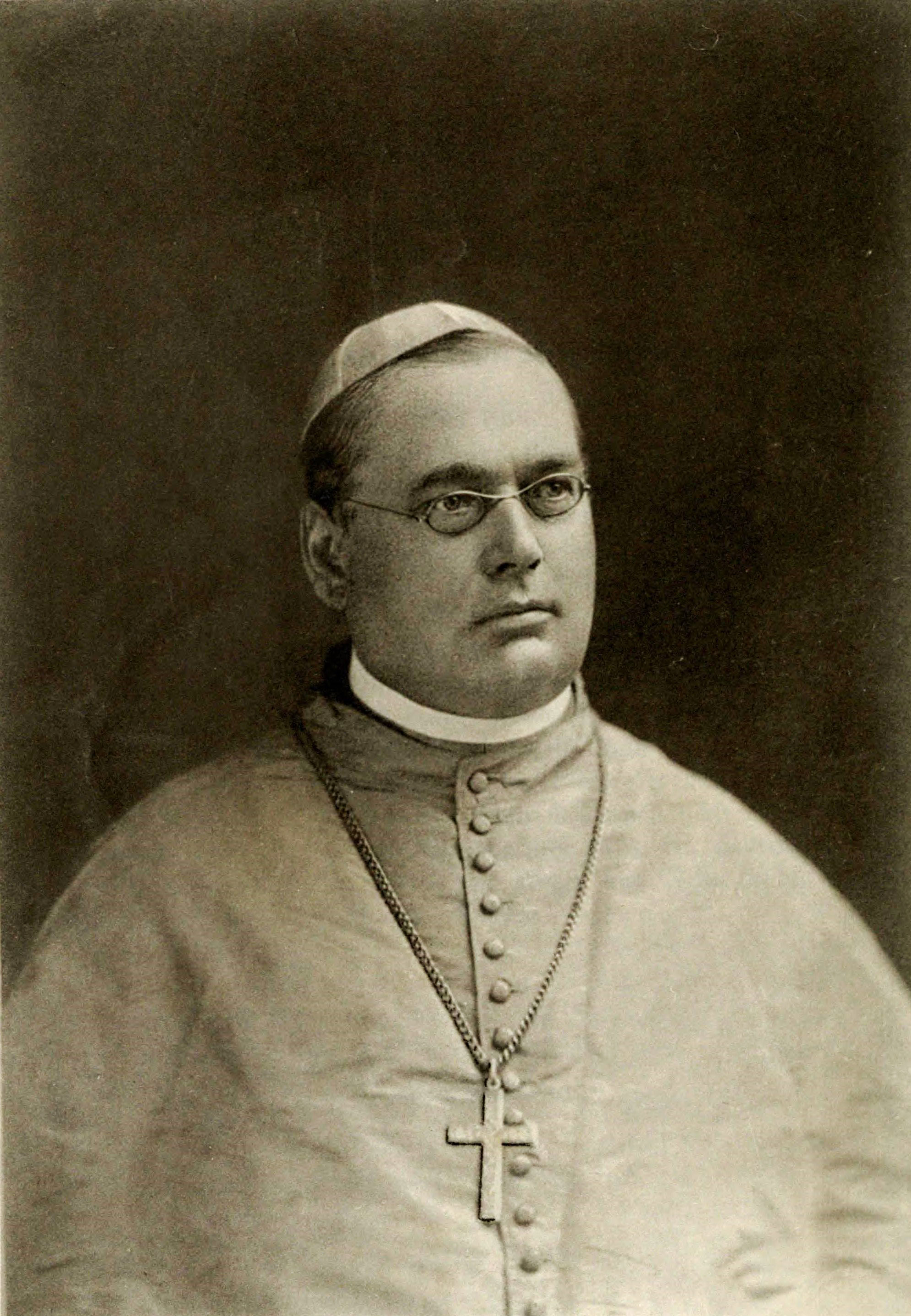
Porträt Anton Ludwig Frind, Bischof von Leitmeritz (1879–1881)

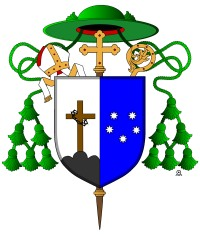
Wappen Anton Ludwig Frind

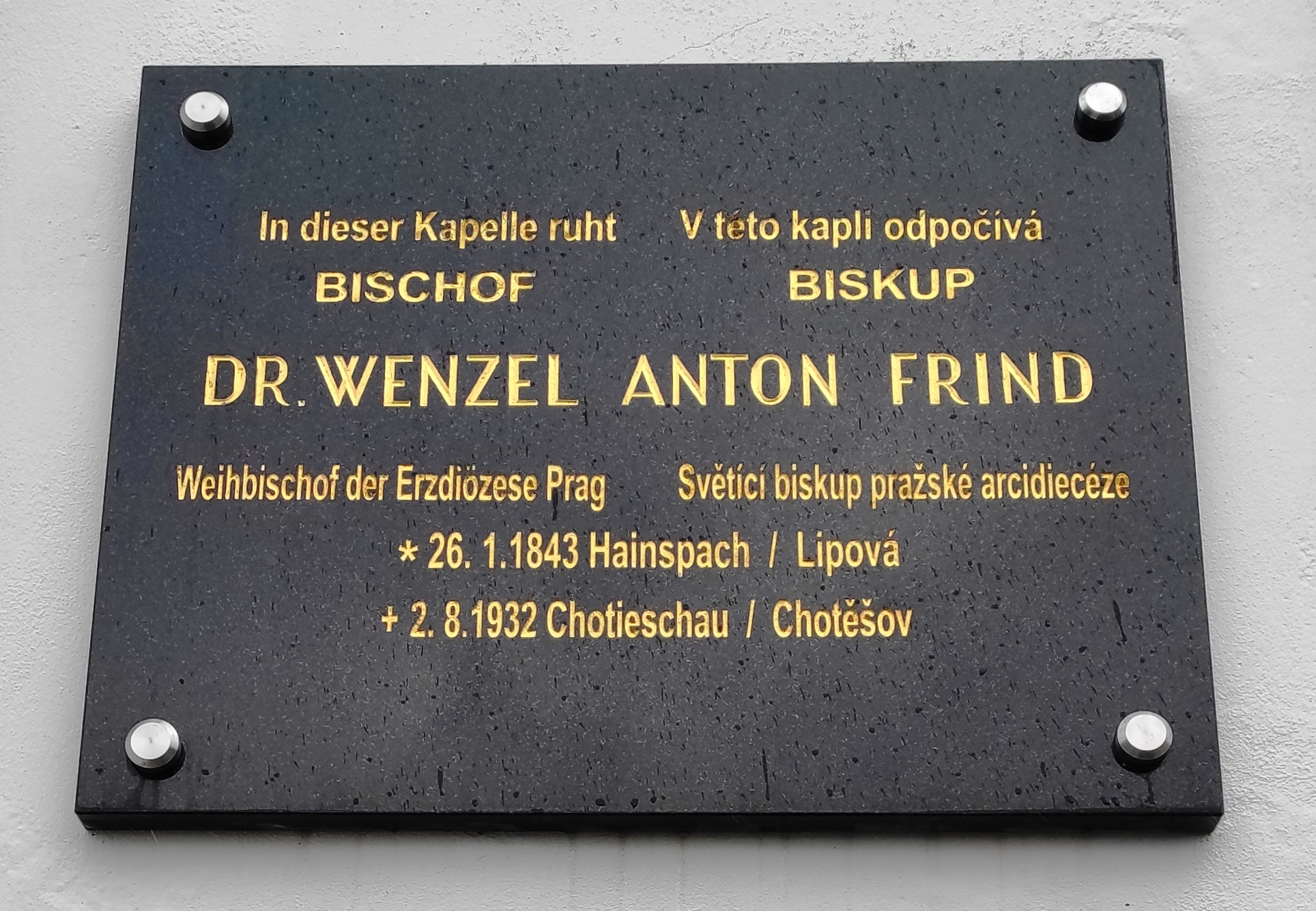
Grabplatte von Wenzel Anton Frind, Vetter von Anton Ludwig Frind, an der Friedhofskapelle von Hainsbach

Anton Ludwig Frind (tschechisch Antonín Ludvík Frind; * 9. Oktober 1823 in Hainspach bei Schluckenau, Leitmeritzer Kreis; † 18. Oktober 1881 in Leitmeritz) war Bischof von Leitmeritz und Kirchenhistoriker.

## Werdegang
Anton Ludwig Frind besuchte ab 1835 ein Gymnasium in Prag und die beiden Abschluss-Klassen im Gymnasium in Leitmeritz. Anschließend studierte er 1842–1843 Philosophie in Prag und 1844–1847 Katholische Theologie am Leitmeritzer Priesterseminar. Am 26. Juli 1847 wurde er zum Priester geweiht und wirkte anschließend als Kaplan in Warnsdorf in Nordböhmen.
Ab 1851 wurde er als Religionslehrer an das Leitmeritzer Gymnasium berufen und war kurzfristig dessen Direktor. Da er dort durch sein Interesse für Geschichtswissenschaften auffiel, beauftragte ihn der Leitmeritzer Bischof Hille mit der Abfassung einer Diözesangeschichte zum 200-jährigen Bestehen des Bistums Leitmeritz, das im Jahre 1856 gefeiert werden sollte.
1859 bis 1869 war Anton Ludwig Frind Direktor des Egerer Gymnasiums in Westböhmen. In dieser Zeit veröffentlichte er den ersten Band einer Kirchengeschichte Böhmens, mit der er in wissenschaftlichen und kirchlichen Kreisen bekannt wurde. Das Germanische Nationalmuseum in Nürnberg ernannte ihn zum Mitglied des Gelehrtenausschusses, die Wiener Centralkommission zur Erforschung und Erhaltung der Kunst- und historischen Baudenkmale zum korrespondierenden Mitglied.
Am 25. Mai 1869 wurde Anton Ludwig Frind zum Domkapitular am Prager Veitsdom berufen. 1871/1872 veranlasste er die Neuordnung des dortigen Domarchivs. Als Konsistorialrat war er auch Mitglied des Geistlichen Gerichts. Daneben widmete er sich der Abfassung der böhmischen Kirchengeschichte.

## Bischof von Leitmeritz
Nach dem Tod des Leitmeritzer Bischofs Augustin II. Pavel Vahala trat eine zweijährige Vakanz ein. Am 25. April 1879 ernannte Kaier Franz Joseph I. in seiner Eigenschaft als König von Böhmen Anton Ludwig Frind zu dessen Nachfolger. Die Bischofsweihe erfolgte am 8. Juni 1879 im Veitsdom durch den Erzbischof Friedrich von Schwarzenberg. Am 22. Juni folgte die Inthronisation in Leitmeritz.

## Ehrungen
- Ehrenmitglied (und später „Hoher Protector“) der katholischen Studentenverbindung Ferdinandea Prag[1] sowie Ehrenmitglied der Saxo-Bavaria Prag und der Vandalia Prag[2]

## Publikationen
- Der geschichtliche hl. Johannes von Nepomuk, Tempsky-Verlag, Prag 1861
- Die Kirchengeschichte Böhmens im Allgemeinen und in ihrer besonderen Beziehung auf die jetzige Leitmeritzer Diöcese in der Zeit vor dem erblichen Königthume. 4 Bände, Prag 1864–1878
- Die Geschichte der Bischöfe und Erzbischöfe von Prag. Calve’sche Universitäts-Buchhandlung, Prag 1873, S. 19–20
- Gedenkbuch des neuhundertjährigen Jubiläums der Errichtung des Prager Bistums, gefeiert im Jahre 1873. Verlag des katholischen Preßvereins, Prag 1874.
- Der hl. Johannes von Nepomuk. Denkschrift zur Feier des dritten fünfzigjährigen Jubiläums der Heiligsprechung. Calve’sche Buchhandlung, Prag 1879
- Im Kreuze ist Heil. Opitz-Verlag, Warnsdorf 1880